# Hypochrysops carmen
Hypochrysops carmen är en fjärilsart som beskrevs av Grose-smith 1899. Hypochrysops carmen ingår i släktet Hypochrysops och familjen juvelvingar. Inga underarter finns listade i Catalogue of Life.